# Jueves de los muertos
El jueves de los muertos (en árabe خميس الأموات khamis al-Amwat), también conocido como jueves de los secretos ( خميس الأسرار khamis al-Asrar) o el jueves de los huevos es un día festivo compartido por cristianos y musulmanes en el Levante, Es un feriado movible que cae en algún momento entre los domingos de Pascua de las tradiciones católicas y cristianas ortodoxas orientales.

## Crónica
En The Rites of Birth, Marriage, Death, and Kindred Occasions Among the Semites («Los ritos de nacimiento, matrimonio, muerte y ocasiones de parentesco entre los semitas») de Julian Morgenstern (1966), el jueves de los muertos se describe como un día para visitar las tumbas de los fallecidos, en tanto que los vecinos del pueblo eran los que participaban más activamente, seguidos de los felaheen (los «campesinos» ), y finalmente los beduinos. Las mujeres iban al cementerio antes del amanecer para rezar por los difuntos y distribuir pasteles de pan conocidos como kaʿak al-asfar (pan horneado amarillo) y frutos secos para los pobres, los niños y los familiares. Los niños también recibirían huevos pintados, generalmente de color amarillo.
Se cree que compartir esta tradición entre cristianos y musulmanes se remonta al menos al siglo XII cuando Saladino instó a los musulmanes a adoptar las costumbres cristianas para promover la tolerancia religiosa en la región. Anne Fuller ve en ello «la antigua creencia de Oriente Medio de que tanto los vivos como los muertos forman una sola comunidad».
El sociólogo palestino Salim Tamari sitúa el jueves de los muertos tres días antes del domingo de Pascua (coincidiendo con el Jueves Santo) y el día después del miércoles santo (en árabe: Arba'at Ayyub), un mawsim cuasirreligioso (o festival estacional) para campesinos musulmanes que incluyen rituales en el mar.
En cartas que el teniente general Sir Charles Warren escribió mientras estaba en Palestina en 1901, dijo que el día tuvo lugar «en primavera, sobre la Pascua griega», y marcó la culminación de siete jueves consecutivos de lamentos sobre los muertos. Un artículo de 1948 en The Journal of the Palestine Oriental Society coloca la conmemoración del día catorce días antes del Viernes Santo de la iglesia oriental. Un día importante que es popular entre las mujeres, el artículo dice: «La visita de los muertos es en la mayoría de los casos muy superficial, y el tiempo se pasa en buena compañía». Morgenstern observó que las mujeres de Jerusalén llevan huevos pintados en sus visitas vespertinas a los cementerios el jueves de los muertos, y escribe que el día formó parte de djum'et al-amwat («semana de los muertos»).
La conferencia de Frederick Jones Bliss sobre las religiones de Siria y Palestina en 1912 señaló que el jueves de los muertos formaba parte de las prácticas de duelo musulmanas: «El cementerio puede visitarse todos los jueves después de que ocurra la muerte y luego anualmente el jueves de los muertos». La práctica de distribuir alimentos a los necesitados por la familia del difunto en el sitio de la tumba que comienza inmediatamente después de su muerte, se considera rahmy («misericordia»), y de acuerdo con la Declaración trimestral del Fondo para la Exploración de Palestina de 1892-1893, esta práctica continuaría hasta el primer jueves de los muertos después del fallecimiento de la persona.
En Buarij, Retrato de una aldea musulmana libanesa (1961), Fuller enumera el jueves de los muertos como una de una serie de rituales de primavera allí, precedidos por el «jueves de los animales» y el «jueves de las plantas», y seguidos por el «jueves de los saltos».

## Actualidad
La conmemoración de esta festividad es menos frecuente hoy en día, aunque los pasteles de pan estampados se siguen distribuyendo los jueves y lunes después de la muerte de un miembro de la familia y durante la temporada de Pascua.
En la ciudad siria de Homs, el jueves de los muertos todavía se conmemora de la misma manera. Muchos allí prefieren llamarlo «Jueves dulce», ya que la compra de dulces por parte de las mujeres y su distribución a los niños y los pobres se considera un doble acto de «dulzura».